# Вбивці квіткової повні
«Вбивці квітково́ї повні» (англ. Killers of the Flower Moon, ос. 𐓨𐓣͘𐓪͘𐓬𐓘 𐓡𐓧𐓘𐓮𐓤𐓘 𐓻𐓣͘𐓤𐓘 𐓲'𐓟𐓵𐓟) — американський епічний вестерн-кримінальна драма 2023 року, режисера та продюсера Мартіна Скорсезе, який написав сценарій разом з Еріком Ротом на основі нон-фікшн книги журналіста Девіда Ґренна 2017 року. Дія відбувається в 1920-х роках в Оклахомі, а оповідь зосереджується на серії вбивств людей з корінного народу Оседжі після виявлення нафти на землях племен. Члени племені зберегли права на корисні копалини у своїй резервації, але корумпований місцевий політичний бос намагався вкрасти багатство членів племені.
Головні ролі зіграли Леонардо Ді Капріо, Роберт Де Ніро та Лілі Гладстон. До акторського ансамблю також увійшли Джессі Племенс, Танту Кардинал, Джон Літгоу та Брендан Фрейзер. Це шостий спільний повнометражний фільм Скорсезе та Ді Капріо, десятий Скорсезе із Де Ніро, та одинадцятий і останній спільний фільм Скорсезе та композитора Роббі Робертсоном, який помер за два місяці до виходу фільму. Фільм присвячений Робертсону.
Робота над фільмом почалася у березні 2016 року, коли Imperative Entertainment отримала права на екранізацію книги. Скорсезе та Ді Капріо були залучені до фільму 2017 року, а виробництво планувалося розпочати на початку 2018-го. Після кількох відкладень та затримок через пандемію COVID-19, знімання було заплановано на лютий 2021 року, а «Apple TV+» підтвердило фінансування та дистрибуцію фільму разом із «Paramount Pictures». Зрештою, основне знімання відбулося у період з квітня по жовтень 2021 року в округах Осейдж та Вашингтон (округ Оклахома). Виробництвом фільму займалися «Sikelia Productions» Скорсезе та «Appian Way Productions» Ді Капріо, бюджет якого становить 200 мільйонів доларів, як повідомляється, найбільша сума, яка коли-небудь була витрачена на знімання фільму в Оклахомі.
Прем'єра фільму «Вбивці квіткового місяця» відбулася на 76-му Каннському кінофестивалі 20 травня 2023 року. У кінопрокат кінотеатрами США вийшов 20 жовтня 2023 року. Додатково його показали в IMAX. У світовому прокаті фільм зібрав понад 156 мільйонів доларів та отримав визнання критиків. Фільм здобув нагороду за найкращий фільм Національної ради кінокритиків США та був названий одним із 10 найкращих фільмів 2023 року за версією Американського інституту кіномистецтва. Також був номінований на сім премій «Золотий глобус», включно із найкращий фільм — драма.

## Сюжет
Фільм розповідає про розслідування ФБР у 20-х роках в індіанському поселенні Осейдж. Відкриті у цих місцях родовища нафти збагатили місцевих жителів, індіанців із племені осейджів, але згодом ці люди почали гинути від рук невідомих убивць. ФБР відправляє до Осейдж агентів під прикриттям, щоб розкрити злочини.
У центрі сюжету Ернест Баркхарт, який повернувся з війни до округу Осейдж, де всім заправляє його дядько Вільям Хейл, заступник шерифа. Вільям пропонує Ернесту придивитися до місцевих дівчат, які мають несусвітне багатство, а особливо Моллі Кайл, якій він незабаром робить пропозицію. Через рік, в 1918 році вмирає одна з сестер Моллі, Мінні — імовірно від анемії. У 1921 році від пострілу невідомого гине друга сестра, Ганна. Чоловік Мінні, Білл Сміт, після її смерті одружується з Рітою, ще однією з сестер Кайл. Моллі наймає приватних детективів, оточена дивними смертями й не менш дивними подіями та змовами, але всіх детективів знищують Ернест і Вільям, вони ж і вбивають першого індіанського чоловіка Моллі. Опіку над її чоловіком мав Вільям, який відразу намагається отримати гроші за його вбивство у страхової компанії.
Між Баркхартом і Смітом починається приховане протистояння за спадщину Мінні, що за правилами має бути поділено між усіма родичами: все отримає той, чия дружина помре останньою. Моллі важко хвора на діабет, і для неї з міста привозять інсулін, який майже нікому не доступний, і в який за наказом Вільяма додають отруту. Незабаром вмирає й мати Моллі. Моллі народжує третю дитину. Вона починає підозрювати, що її родину було отруєно, симптоми її хвороби погіршуються. Хейл наймає підривника, на ім'я Аса Кірбі, і він ліквідує Риту та Сміта, заклавши вибухівку під їхній будинок.
Моллі бере позику для поїздки до Вашингтона. Вона боїться їсти у своєму будинку і приймає ліки тільки з рук Ернеста, не знаючи, що він теж хоче її смерті. У містечко прибуває Том Уайт з іншими агентами з ФБР, зацікавленими в розслідуванні, але на кожному кроці їм створюються перешкоди зі зниклих доказів і мовчазних свідків. Хейл поспішає ліквідувати всіх учасників афери, нацькувавши їх один на одного. Останнім він намагається позбутися Ернеста, змушуючи його підписати документи своєї спадщини на Хейла й обіцяючи йому найкращих адвокатів у разі негараздів.
Детективи поступово звужують коло навколо Хейла та Ернеста, знаходячи все більше постраждалих і все більше смертей у містечку, врешті-решт Ернеста заарештували. Він дає брехливі свідчення, але коли їхня молодша дочка помирає від кашлюку, вирішує діяти правильно. Моллі рятують лікарі.

## У ролях
| Актор              | Роль             |
| ------------------ | ---------------- |
| Леонардо Ді Капріо | Ернест Баркхарт  |
| Роберт Де Ніро     | Вільям Хейл      |
| Лілі Гладстон      | Моллі Баркхарт   |
| Джессі Племенс     | Том Вайт         |
| Танту Кардинал     | Ліззі Q          |
| Брендан Фрейзер    | Гамільтон        |
| Джон Літгоу        | прокурор Лівард  |
| Стерджілл Сімпсон  | Генрі Грамммер   |
| Гері Басараба      | Вільям Дж. Бернс |
| Чарлі Масселвайт   | Елвін Рейнольдс  |
| Джек Вайт          | актор радіошоу   |

## Виробництво
Знімання фільму розпочали 19 квітня 2021 року.

## Рецензії
- Вбивці квіткової повні. Рецензія на тригодинний епік Мартіна Скорсезе// НВ, 20 жовтня 2023 року, автор — Валерій Мирний